# Eleição municipal de Itanhaém em 2016
A eleição municipal de Itanhaém em 2016 foi realizada para eleger um prefeito, um vice-prefeito e 10 vereadores no município de Itanhaém, no estado brasileiro de São Paulo. Foram eleitos e  para os cargos de prefeito(a) e vice-prefeito(a), respectivamente. Seguindo a Constituição, os candidatos são eleitos para um mandato de quatro anos a se iniciar em 1º de janeiro de 2017. A decisão para os cargos da administração municipal, segundo o Tribunal Superior Eleitoral, contou com 73 881 eleitores aptos e 20 192 abstenções, de forma que 27.33% do eleitorado não compareceu às urnas naquele turno.

## Antecedentes
As eleições municipais da cidade de Itanhaém em 2012 também elegeram o candidato Marco Aurélio Gomes dos Santos do Partido da Social Democracia Brasileira com 22.013 votos, superando Marcelo Strama do Partido Socialista Brasileiro por 973 votos. Esse foi um dos resultados mais acirrados para eleição de prefeito na história da cidade.
Marco Aurelio foi o prefeito mais jovem a assumir o governo do município, com 35 anos de idade. Ele nasceu em Santos, mas viveu toda a vida em Itanhaém junto do pai, que é juiz federal aposentado, da mãe e de dois irmãos. A vida política dele começou com a candidatura e eleição para vereador da cidade em 2008, tornando-se presidente da câmara de vereadores de Itanhaém em 2010.
Advogado de formação, ele trabalhou por seis anos no escritório de advocacia do até então ex-vereador João Carlos Forssell Neto.

## Campanha
Durante a campanha, o vencedor Marco Aurelio lembrou que implantou programas sociais importantes, como habitação, segurança pública e educação. Ele prometeu intensificar diversos programas para o bem-estar da população, especialmente em bairros mais populosos. Além disso, ele deu destaque para o trabalho de reestruturação da saúde publica da cidade e prometeu a entrega de unidades se fosse eleito.
Principal concorrente do prefeito, o advogado e empresário Marcelo Strama criticou a falta de oportunidade para jovens no município. Segundo ele, a verdadeira democracia de Itanhaém só se realizaria quando o filho do pobre puder concorrer com o filho do morador mais rico da cidade. Marcelo disse que as prioridades do governo municipal devem beneficiar a todos, mas o dinheiro estava sendo investido apenas na região central de Itanhaém. Ele focou muito de sua campanha na promessa de geração de emprego e desenvolvimento para todos.

## Resultados

### Eleição municipal de Itanhaém em 2016 para Prefeito
A eleição para prefeito contou com 5 candidatos em 2016: Marcelo Strama do Partido Socialista Brasileiro, Marco Aurelio Gomes dos Santos do Partido da Social Democracia Brasileira, Moacyr Americo da Silva do Partido Socialismo e Liberdade, Raimundo Belmiro do Rosario do Partido Renovador Trabalhista Brasileiro, Aureo Bacelar da Silva do Partido dos Trabalhadores que obtiveram, respectivamente, 9 628, 35 515, 0, 324, 1 251 votos. O Tribunal Superior Eleitoral também contabilizou 27.33% de abstenções nesse turno.
| Candidato(a)                          | Vice                                | Coligação                                                | Votos recebidos | Percentual |
| ------------------------------------- | ----------------------------------- | -------------------------------------------------------- | --------------- | ---------- |
| Marco Aurelio Gomes dos Santos (PSDB) | Tiago Rodrigues Cervantes           | Itanhaém na Melhor Direção                               | 35515           | 76.02%     |
| Marcelo Strama (PSB)                  | Ivelise Maria Salles Padovan Viudes | Agora é pra Mudar                                        | 9628            | 20.61%     |
| Aureo Bacelar da Silva (PT)           | Marta Cristina Luchi de Lima        | Partido dos Trabalhadores (sem coligação)                | 1251            | 2.68%      |
| Raimundo Belmiro do Rosario (PRTB)    | Jonathan dos Santos Moraes          | Partido Renovador Trabalhista Brasileiro (sem coligação) | 324             | 0.69%      |
| Moacyr Americo da Silva (PSOL)        | Suely Fitipaldi Medina              | Partido Socialismo e Liberdade (sem coligação)           | 300             | 0,62%      |

### Eleição municipal de Itanhaém em 2016 para Vereador
Na decisão para o cargo de vereador na eleição municipal de 2016, foram eleitos 10 vereadores com um total de 48 696 votos válidos. O Tribunal Superior Eleitoral contabilizou 2 073 votos em branco e 2 920 votos nulos. De um total de 73 881 eleitores aptos, 20 192 (27.33%) não compareceram às urnas.
| Nome                          | Partido político                               | Coligação                                               | Votos recebidos | Percentual |
| ----------------------------- | ---------------------------------------------- | ------------------------------------------------------- | --------------- | ---------- |
| Edinaldo dos Santos Barros    | Partido da Social Democracia Brasileira (PSDB) | Partido da Social Democracia Brasileira (sem coligação) | 2217            | 4.55%      |
| Rodrigo Dias de Oliveira      | Solidariedade (SD)                             | Solidariedade (sem coligação)                           | 1896            | 3.89%      |
| Peterson Gonzaga Dias         | Democratas (DEM)                               | Democratas (sem coligação)                              | 1731            | 3.55%      |
| Silvio Cesar de Oliveira      | Partido da Social Democracia Brasileira (PSDB) | Partido da Social Democracia Brasileira (sem coligação) | 1596            | 3.28%      |
| Hugo Di Lallo                 | Partido Popular Socialista (PPS)               | Partido Popular Socialista (sem coligação)              | 1562            | 3.21%      |
| Alder Ferreira Valadão        | Solidariedade (SD)                             | Solidariedade (sem coligação)                           | 1370            | 2.81%      |
| Jose Domingos Gonçalves Silva | Solidariedade (SD)                             | Solidariedade (sem coligação)                           | 1369            | 2.81%      |
| João Carlos Rossmann          | Movimento Democrático Brasileiro (MDB)         | Movimento Democrático Brasileiro (sem coligação)        | 1331            | 2.73%      |
| Wilson Oliveira Santos        | Movimento Democrático Brasileiro (MDB)         | Movimento Democrático Brasileiro (sem coligação)        | 1148            | 2.36%      |
| Carlos Antonio Ribeiro        | Partido da Social Democracia Brasileira (PSDB) | Partido da Social Democracia Brasileira (sem coligação) | 1105            | 2.27%      |

## Análise
A larga vitória de Marco Aurelio Gomes dos Santos demonstrou que os projetos realizados pela sua administração no primeiro mandato surtiram efeito. O resultado foi ainda mais representativo dado que um dos derrotados foi Marcelo Strama, candidato do PSB que ficou a menos de mil votos do cargo em 2012. A vitória demonstrou a força do PSDB na baixada santista, vencendo 8 de 9 eleições municipais em 2016.
No dia da posse, em 01/01/2017, o prefeito afirmou que o compromisso da administração seria resgatar socialmente a população, gerar renda e aumentar empregos nos quatro anos seguintes: "Estamos entregando hoje um novo Centro de Convenções, que vai fomentar o turismo de negócios na nossa Cidade. Ainda este ano vamos entregar o novo Hospital Regional, o Centro de Especialidades Médicas, a Unidade de Saúde da Família do Grandesp, Teatro Municipal e Escola do Gaivota, além de iniciar a pavimentação das marginais da rodovia e a reurbanização da Praia do Sonho".